# Ricardo Ribeiro Terra
Ricardo Ribeiro Terra é um filósofo e professor universitário brasileiro. É conhecido especialmente por seus trabalhos e publicações acerca da obra de Immanuel Kant, filosofia política, ética e Teoria Crítica. É Professor Titular de Teoria das Ciências Humanas na Universidade de São Paulo e pesquisador do Centro Brasileiro de Análise e Planejamento. Graduou-se em filosofia pela USP em 1971 e completou seu doutorado em filosofia pela mesma Universidade em 1981, com tese Política e História na filosofia kantiana. Foi pesquisador de pós-doutorado pela Universidade de Frankfurt em 1988. É membro fundador (1989) e ex-presidente (2006-2010) da Sociedade Kant Brasileira, tendo sido responsável, junto à outros filósofos como Valerio Rohden, Guido Antonio de Almeida e Zeljko Loparic, na consolidação dos estudos kantianos no Brasil.